# Greg Lewis (friidrottare)
Greg Lewis, född 9 december 1946, är en friidrottare från Australien. Han deltog vid olympiska sommarspelen 1968.